# Roberto Soriano
Roberto Soriano (* 8. Februar 1991 in Darmstadt) ist ein deutsch-italienischer Fußballspieler, der gegenwärtig bei der US Salernitana unter Vertrag steht. Sein älterer Bruder Elia Soriano ist ebenfalls Profifußballer.

## Karriere

### Vereine
Soriano kam als Sohn italienischer Einwanderer im hessischen Darmstadt auf die Welt und wuchs in seiner Geburtsstadt auf. Er spielte wie sein älterer Bruder Elia, der seit 2016 bei den Würzburger Kickers spielt, für die Jugendmannschaften des SV Darmstadt 98. Bei einem Spiel der Hessen-Auswahl fiel er den Scouts des FC Bayern München auf, die ihm im Sommer 2005 einen Platz im Jugendinternat anboten, den Soriano annahm. Für die Bayern bestritt er am 28. Oktober 2007 gegen den Offenburger FV sein erstes Spiel in der A-Junioren-Bundesliga als A-Jugendlicher. In der 81. Minute – beim Spielstand von 0:1 eingewechselt – erzielte er zwei Minuten später den Ausgleich; das Spiel konnte dank eines Treffers von Thomas Müller gar noch mit 2:1 gewonnen werden. In der Hinrunde der Saison 2008/09 absolvierte er zwölf weitere Begegnungen in der U-19-Bundesliga, in denen er ein weiteres Tor erzielen konnte.
Da Soriano keine Perspektive bei den Bayern mehr sah, beendete er seinen bis Sommer 2010 laufenden Vertrag vorzeitig und wechselte im Januar 2009 zum italienischen Klub Sampdoria Genua, bei dem er zunächst in der Nachwuchsmannschaft Primavera zum Einsatz kam. Mit seinem Team erreichte er das Halbfinale der Campionato Nazionale Primavera.
Im Sommer 2010 unterschrieb er einen Profivertrag in Genua und wurde daraufhin für eine Saison an den Zweitligisten FC Empoli verliehen. Am 22. August 2010, dem ersten Spieltag der Saison 2010/11, kam Soriano beim 3:2-Sieg über Frosinone Calcio erstmals in der Serie B zum Einsatz. Insgesamt absolvierte er in seinem ersten Profi-Jahr 27 Liga-Partien, in denen er zwei Treffer erzielen konnte. Das erste Tor schoss er am 11. Dezember 2010 gegen Calcio Portogruaro Summaga. Dazu kamen zwei Einsätze gegen den AC Reggiana und den AC Florenz im Coppa Italia.
Zur Saison 2011/12 kehrte Soriano nach Genua zurück und spielte für die in der Vorsaison in die Serie B abgestiegene Sampdoria erstmals am 5. Oktober 2011 (8. Spieltag) gegen Hellas Verona. In 13 Saisonspielen erzielte er ein Tor. Er erreichte mit Sampdoria Genua den sechsten Platz, welcher zur Teilnahme an der Aufstiegsrelegation berechtigte. In der Relegation kam Soriano zu drei Einsätzen und durch zwei Siege (3:2, 1:0) in den Finalspielen gegen AS Varese 1910 gelang der direkte Wiederaufstieg in die Serie A. Auch in der Saison 2012/13 stand er im Kader von Sampdoria Genua. Sein erstes Spiel von 24 in der Serie A bestritt er am 26. August 2012 (1. Spieltag) beim 1:0-Sieg über den AC Mailand. Zur Saison 2016/17 wechselt Soriano zum spanischen Erstligisten FC Villarreal.
Im August 2018 wurde er nach Italien an den FC Turin verliehen.

### Nationalmannschaft
Soriano spielte für verschiedene Juniorennationalteams Italiens. In der U-17-Nationalmannschaft wurde er insgesamt sechsmal eingesetzt, erstmals am 29. November 2007. Darunter waren auch drei Partien in der Elite-Runde der Qualifikation für die U-17-Europameisterschaft 2008.
Am 11. März 2009 debütierte er im Spiel gegen Norwegen in der U-19-Nationalmannschaft. Ende April/Anfang Mai 2009 wurde er für fünf Partien in die U-18-Nationalmannschaft berufen, erstmals am 27. April 2009 gegen Dänemark.
Bereits am 4. September 2009 hatte er seinen ersten Einsatz in der U-21-Nationalmannschaft. Nachdem er bereits einige Spiele für die U-21-Auswahl bestritten hatte, wurde er 2010 zunächst für die Qualifikation und anschließend auch für die Endrunde der U-19-Europameisterschaft 2010 in Frankreich nominiert, wo er in allen Spielen eingesetzt wurde. Ab September 2010 spielte er wieder für die U-21-Nationalmannschaft.
Am 16. November 2014 debütierte er in der A-Nationalmannschaft, die in Mailand im Qualifikationsspiel für die Europameisterschaft 2016 gegen die Auswahl Kroatiens 1:1 unentschieden spielte. Er wurde für Manuel Pasqual in der 28. Minute eingewechselt. In der Folge kam Soriano regelmäßig zum Einsatz in der Squadra Azzurra. Sein achtes und bisher letztes Länderspiel absolvierte er am 17. November 2015 gegen Rumänien. Zuletzt nominiert wurde er im Mai 2016 für ein Trainingslager zur Vorbereitung auf die Europameisterschaft 2016, schaffte es jedoch nicht in den endgültigen Kader.
Lange Zeit blieb Soriano ohne weitere Berücksichtigung. Erst 2020 wurde er von Roberto Mancini wieder nominiert und kam im November 2020 gegen Estland wieder zum Einsatz. Seit seiner letzten Berufung im März 2021 erfolgte keine weitere Einladung zur Nationalmannschaft.

## Erfolge
- Aufstieg in die Serie A: 2011/12
- Deutscher B-Juniorenmeister 2007